# Titan (Jean Paul)

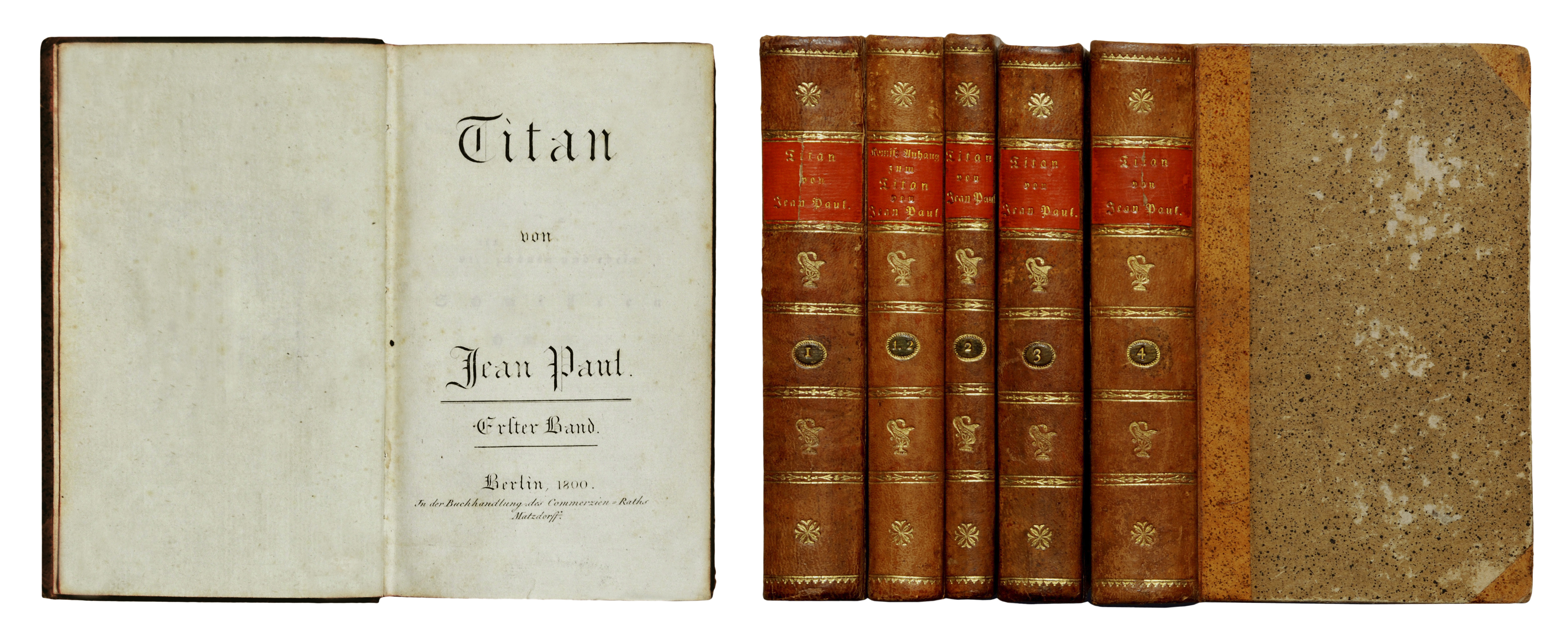
Erstdruck (Titelblatt und zeitgenössische Einbände)

Titan ist der Titel eines von 1800 bis 1803 in vier Bänden publizierten, im Stil zwischen Erhabenheit und Satire oszillierenden, Bildungs- und Gesellschaftsromans von Jean Paul. Die Haupthandlung spielt in den Jahren 1791 und 1792 zur Zeit der Französischen Revolution im kleinen fiktiven Fürstentum Hohenfließ. Der Protagonist Albano wird während seiner Entwicklungs- und Reifezeit vom idealistischen, empfindsamen Jüngling zum gereiften Mann in höfische Intrigenhandlungen und Liebesbeziehungen verwickelt.

## Handlung

### Vorgeschichte
Der Roman ist eine Mischung aus der komplizierten Hofintrigenhandlung und der Entwicklungsgeschichte Albanos, der im Laufe der Zeit in verschiedene tragische Liebesbeziehungen verstrickt wird und am Ende seine wahre Identität entdeckt. Dabei entspricht sein jeweiliger Informationsstand im Wesentlichen dem des Lesers, der erst im letzten Kapitel die Hintergrundhandlung erfährt:
Die Herrscher der beiden kleinen Fürstentümer Hohenfließ und Haarhaar sind miteinander verwandt und haben gegenseitig Anspruch auf die Erbfolge, wenn eines der Länder keinen Thronfolger hat. Fürst Justus von Hohenfließ und seine Frau Eleonore befürchten einen Mordanschlag auf den kränklichen Erbprinzen Luigi und auf weitere Nachkommen. Da die Fürstin und ihre Freundin, die Gräfin de Cesara, gleichzeitig schwanger sind, vereinbaren sie einen Kindstausch. Auf Isola Bella gebärt die Gräfin die Tochter Severina (später Linda genannt) und die Fürstin das Zwillingspaar Albano und Julienne. Albano wird aus Sicherheitsgründen offiziell als Sohn des Grafen ausgeben und man dokumentiert die Situation, um sie später im Krisenfall rückgängig machen zu können. Als Gegenleistung soll Albano einmal nach der Offenbarung seiner wahren Identität die Cesara-Tochter heiraten. Der spanische Graf und Ritter vom Goldenen Vlies Gaspard de Cesara ist als Diplomat und Berater des Fürsten sehr einflussreich und hat hohe Ambitionen: Nachdem sein Versuch, in das Haarhaar-Haus einzuheiraten, abgelehnt wurde, soll seine Tochter Fürstin von Hohenfließ werden. Voraussetzungen für das Gelingen des Plans sind die frühe Trennung der angeblichen Geschwister durch den Umzug der Gräfin und ihrer Tochter nach Sevilla, Prophezeiungen über Albanos künftige Braut, das Auftauchen Severinas als Mündel des Grafen unter dem Namen Linda Romeiro in der Hohenfließer Residenzstadt Pestitz (2. Jobelperiode, 16. Zykel) und ihre durch geheimnisvolle Vorzeichen vorbereitete Bekanntschaft mit Albano.
Drei Jahre lebt Albano de Cesara im Palazzo Borromeo auf der Insel Isola Bella im Lago Maggiore. Dann wird er von seiner offiziellen Familie getrennt und zur besseren Überwachung ins Fürstentum zurückgeholt. 17 Jahre lang wächst er in Blumenbühl bei dem Landschaftsdirektor Wehrfritz und seiner Frau Albine zusammen mit seiner Pflegeschwester Rabette auf. Für seine vielseitige Ausbildung zum Prinzen engagiert der Hof mehrere Lehrer: Magister Wehmeier, Tanz- und Zeremonienmeister Falterle, Landbaumeister Dian, Titularbibliothekar Schoppe und Lektor von Augusti. Albano steht im 20. Lebensjahr, als ihn Don Gaspard zu einer ersten Begegnung nach Isola Bella ruft.

### Erster Band (1. bis 9. Jobelperiode, 1. bis 52. Zykel)
Besuch auf Isola Bella

Der Roman beginnt am Gründonnerstag 1791 mit der Ankunft des 19-jährigen Albano (Der Erzähler nennt ihn auch Zesara, Cesara oder Graf), begleitet von dem Künstler und Landbaumeister Dian und dem Bibliothekar Peter Schoppe, auf der Insel. Nicht nur die Erwartung der Begegnung mit der von ihm bewunderten vermeintlichen Vaterfigur, sondern auch das italienische Klima und die südliche Landschaft versetzen Albano in eine überreizte, erhabene Stimmung. Er ist ein idealistischer, empfindsamer Jüngling mit „Durst nach allem Großen“. Einerseits verbindet sich sein „Fieber der jungen Gesundheit“ mit dem „besonderen Trieb nach Zertrümmern“. Er mag bedächtige, vorsichtige Leute nicht, sondern die feurigen „Streit- und Donnerrosse“ und denkt wie der gesellschaftskritische Satiriker Schoppe, der Höfe hasst. Andererseits ist er zu Tränen gerührt über die Begegnung mit den Orten seiner Kindheit und versinkt beim einsamen Gang durch die Parkanlagen, in „jene unnennbare Wehmut […], worein das Übermaß der Wonne den Schmerz der Grenzen kleidet“. In dieser Stimmung entdeckt er, als schicksalhafte Vorausdeutung, an einem indischen Bäumchen einen Zettel mit dem Namen „Liane“.
Am Karfreitag trifft Graf Gaspard de Cesara zusammen mit dem Hofbeamten Augusti aus Rom ein, wo er einige Zeit mit dem Erbprinzen Luigi und dessen Vertrauten und Abgesandten Haarhaars beim Papst Bouverot zusammen war. Wie der Leser später erfährt, hat dieser „deutsche Herr“ und „Kreuzherr“ Luigi bei seinen Bildungsreisen nach Italien zum Verkehr mit an Syphilis erkrankten Prostituierten verleitet, um ihn nach der Strategie Haarhaars, und vermutlich mit Wissen des Grafen, gesundheitlich zu ruinieren und zeugungsunfähig zu machen. Auch ist er gerade dabei, die Ehe des Thronfolgers mit der Haarhaar-Prinzessin Isabella zu arrangieren. Für seine Dienst hat man ihm die Heirat mit Prinzessin Idoine versprochen, die diese allerdings ablehnt. Zeitgleich mit dem Grafen kehrt Prinz Luigi von Rom nach Hohenfließ zurück, weil seine Mutter gestorben ist und der Tod des Vaters befürchtet wird.
Don Gaspard tritt Albano gegenüber freundlich und zgl. weltmännisch-kühl auf und spricht von der privaten Situation nur in rätselhaften Andeutungen. Er zeigt ihm zwei Vexierbilder von Mutter und Schwester mit den Inschriften: „Wir sehen uns nie, mein Sohn“ bzw. „Wir sehen uns einst, mein Bruder“. Er werde eines Tages eine Botschaft erhalten, die ihm – auf einem sehr ausgeklügelten Weg – ein Schriftstück in die Hände spiele, „aus dem der Christbaum seines ganzen Lebens wachsen soll.“ Der Vlies-Ritter ordnet weiter an, Albano wohne künftig in Pestitz, der Residenzstadt von Hohenfließ, die er bisher nicht betreten durfte. Dort werde er Jura studieren, beim Minister „von Froulay […] Kenntnisse des Regierung- und Kammerwesens“ erwerben und bei Hof Erfahrungen im Umgang mit der adligen Gesellschaft und den Diplomaten sammeln: „Nur durch Menschen besiegt und übersteigt man Menschen, nicht durch Bücher und Vorzüge.“ (5. Zykel)
In der folgenden Nacht begegnet Albano im Garten des Palazzo Borromeo einem gespenstischen Mönch. Dieser grüßt ihn: „Gedenke des Todes“ und tituliert sich als „Vater des Todes“. Er ist ein „Zahuri“, denen „wird bekanntlich die Kraft zugetraut, Leichname […] in der tiefen Erde zu erblicken.“ Der Mönch prophezeit, Albanos Schwester werde zu dieser Nachtstunde in Spanien sterben, gleich danach werde er ihre Stimme hören und ihre Gestalt auf dem Wasser sehen. Albano fährt mit dem Mönch in den See hinaus. Über ihnen ertönt eine Stimme: „Nimm die Krone, nimm die Krone – ich helfe dir.“, sodann: „Liebe die Schöne, liebe die Schöne, ich helfe dir.“ Gleichzeitig mit der Stimme „Liebe die Schöne, die ich dir zeige...“ gewahrt Albano für „wenig Sekunden“ ein über dem Wasser schwebendes Mädchen. Wieder an Land, verkündet der Zahuri: „Am künftigen Himmelfahrttage [Albanos Geburtstag] in deiner Geburtstunde wirst du neben einem Herzen stehen, das in keiner Brust ist, und deine Schwester wird dir vom Himmel den Namen deiner Braut verkündigen.“

Dieser Auftritt ist Bestandteil des Plans, den sich der Graf ausgedacht hat, um sein Ziel zu erreichen und sich zugleich an Haarhaar zu rächen („… denn er lachte sehr, wenn die Menschen sehr hübsch betrogen werden“). Sein Bruder Peppo, ein Illusionist, soll das Interesse des phantasievollen und für übernatürliche Erscheinungen und Träume empfänglichen Jünglings auf seine Tochter lenken. Der Magier, Bauchredner und Stimmenimitator tritt im Laufe Handlung in verschiedenen Masken, mit Lichteffekten, Theater-Requisiten und Wachspuppenautomaten auf, um Albano mit surrealen Erscheinungen und Prophezeiungen seiner zukünftigen Frau in seine Richtung zu lenken. Dementsprechend ist der Wassergeist nach der Gestalt Lindas modelliert, wie Albano später in Pestitz durch einen Vergleich mit einem Bild des Mädchens feststellt: „[E]s war ganz die Gestalt, welche in jener Zaubernacht aus dem Lago maggiore aufstieg, …“ (59. Zykel).
Don Gaspard verlässt am nächsten Morgen die Insel ohne Abschied. Albano kehrt mit Schoppe und Augusti nach Hohenfließ zurück, während Dian im Auftrag des Fürsten nach Rom reist, um Kunstgegenstände für seine Sammlung zu erwerben. Kurz vor Pestitz erinnert sich Albano beim Anblick Blumenbühls an seine Kindheit.

Mit der 2. Jobelperiode beginnt ein Rückblick auf Albanos Zeit bei der Familie Wehrfritz und auf seine Informationen über die Ereignisse in der Residenzstadt, die ihm wegen seiner Ähnlichkeit mit dem Fürsten verschlossen ist.
Rückblick auf Albanos Kindheit in Blumenbühl

Albano erlebt bei seinen Pflegeeltern, der Familie des Landschaftsdirektors v. Wehrfritz, eine glückliche Kindheit, nur getrübt durch das Verbot, das nahe Pestitz zu betreten. Don Gaspard gibt für die erste Entwicklungsphase im Sinne Rousseaus als Erziehungsziel „Gesundheit vor Weisheit“ an. So lässt man dem Jungen, der gern zurückgezogen allein spielt, viel Zeit für Abenteuer und Robinsonaden in der Natur, wodurch sich seine Innenwelt mit Phantasien und Träumen entwickelt. Als nächste Stufe holt man neben dem herkömmlichen Hauslehrer, dem Magister Wehmeier, noch einen Musik-, Tanz- und Fechtmeister ins Haus. Dieser Herr von Falterle prahlt bei den Pflegeeltern mit seinen Erfolgen bei den vornehmen Zöglingen in Pestitz und präsentiert diese Albano als geniale, fleißige und gesellschaftlich formvollendete Vorbilder. Es handelt sich um Don Gaspards angebliches Mündel, die 12-jährige Gräfin Linda de Romeiro, und die Kinder des Ministers Froulay Liane und Roquairol. Roquairol (später Karl genannt) gilt als begabter Schauspieler, der es versteht, sich auch außerhalb des Theaters dramatisch in Szene zu setzen. Weil die kleine Gräfin Romeiro seine Liebe abweist, feuert der 13-Jährige auf einem Kostümfest vor allen Leuten eine Kugel auf seinen Kopf ab, die indes nur sein Ohr streift. Diese kühne Tat macht ihn zum Schwarm der jungen Frauen. Falterle übt mit Roquairol Theaterrollen ein und memoriert diese vor Albano. „Wie mußte das alles unsern Freund für einen Jüngling gewinnen, den er bald als Karl Moor – bald als Hamlet – als Clavigo – als Egmont durch seine Seele gehen sah!“. So entwickelt Albano in seinem Dorf Idealvorstellungen von den städtischen Jugendlichen und schreibt bewundernde Briefe an den unbekannten Helden in Pestitz, die Falterle, der sich seiner guten Beziehungen zu den Frouleys rühmt, überbringen soll. Da dieser vertrauliche Umgang mit der Ministerfamilie jedoch nur eine weitere Aufschneiderei des Subalternen ist, traut er sich nicht, die Botschaften abzugeben, und findet eine Kette von Ausreden dafür. Als Ablenkung weckt er Albanos Interesse für Liane durch die Beschreibung ihrer Schönheit und Vollkommenheit. Albano entbrennt in schwärmerischer Liebe zu der nie Gesehenen. Die Nachricht von ihrer lebensbedrohenden psychischen Krankheit macht sie ihm zum Engel (21. Zykel). Unter dem Einfluss dieser platonischen Liebe entfaltet sich Albano weit über das, was ihm seine beiden Lehrer bieten können: „…Phantasie, Herz, Blut und Ehrliebe gohren...“ wie in einem Fass. Diese Bewusstseinserweiterung ergänzt der fürstliche Landbaumeister und Künstler Dian, ein Grieche, den er kennen lernt, als dieser den Umbau der Blumenbühler Kirche leitet. Dian führt ihn in die antike Philosophie und Dichtung ein und erweitert seinen Horizont: Er „füllt[-] das Faß auf [….] Er macht[-] ihm – indes Wehmeier und die Pflegeeltern ihm überall mit einer Kanzel und einem Kirchenstuhle nachliefen, […] – mit schöner liberaler Freiheit Raum, sich breit und hoch zu entwickeln.“
In Hohenfließ befürchtet man den Tod des altersschwachen Monarchen. Kronprinz Luigi wird aus Italien zurückgerufen. Zu dieser Zeit erhält Albano durch den Bibliothekar Schoppe die Einladung nach Isola Bella. Mit Schoppe und Dian, der für Luigi Abgüsse von Antiken aus Italien bringen soll, verlässt Albano Hohenfließ.
Einführung in die Pestitzer Hofgesellschaft

Die Handlung des Romans setzt sich mit dem 28. Zykel dort fort, wo sie nach dem 10. Zykel unterbrochen worden ist: mit Albanos Einzug in Pestitz. Zum ersten Mal betritt er das „verbotene Paradies“, die Heimat der von ihm verehrten Geschwister Roquairol und Liane. Albano wohnt zusammen mit seinem Freund Schoppe und dem Lektor v. Augusti im Haus des Arztes und Anatomen Sphex. Der Freigeist Schoppe, „der lieber vogelfrei als nicht frei oder freigelassen sein wollte…“, und der ihn mäßigende höfische Augusti beeinflussen künftig die Erziehung Albanos. Indessen setzt der Graf seine Strategie fort. In einem Brief teilt er Albano mit, er habe die am Karfreitag abgesandte Nachricht empfangen, dass seine Tochter an Asphyxien leide und diesen Tag wohl nicht überleben werde. Damit hätte sich die erste Prophezeiung des „Zahuri“ erfüllt.
Der alte Fürst Justus von Hohenfließ stirbt – wenige Wochen nach seiner Gattin, Fürstin Eleonore. Zu dieser Zeit wird Albano als vermeintlicher einflussreicher Grafensohn am Fürstenhof eingeführt. Dort begegnen ihm Prinzessin Julienne und ihr Bruder, der Thronfolger Luigi. Dieser wirkt frostig, überheblich, „[m]it einem flachen Schnitzwerke des schwammigen Gesichts, auf dem sich nichts ausdrückte als der ewige Mißmuth der Leben-Verschwender, und mit einigem reifen Grauwerke auf dem Kopfe (als Vorläufer der Weisheitzähne)“. Er präsentiert Albano und seinen Begleitern eine Galerie erotischer Gemälde, worauf der schamhafte Jüngling empört den Hof verlässt.
Liebe und Freundschaft

Die übersensible Liane wird am aufgebahrten leeren Körper des toten Fürsten durch eine rohe Bemerkung ihres Bruders, der als Hauptmann und Kammerrat Ehrenwache hält, nur eine „Brust ohne Herz“ werde ruhig, so schockiert, dass das hypersensible Mädchen, das bereits zuvor in ihrer Entwicklungszeit psychisch erkrankte, eine vom Arzt Sphex diagnostizierte nervöse Blindheit erleidet. Des Fürsten Herz wurde nämlich bereits separat in einem Gedenkstein im „Tartarus“ genannten düsteren Wald des Parks Lilar beigesetzt. Bei Tisch berichtet Albanos Hausherr Sphex in kalten Worten von diesem Unglück und prophezeit dem Mädchen kein langes Leben. Auf diese Nachricht von Lianes Leid und ihrem befürchteten Tod steigern sich Albanos Gefühle für sie noch in den seelisch-metaphysischen Bereich zur ewigen Liebe. Er verfällt in tiefe Wehmut und befürchtet, die Geliebte niemals zu sehen. Er versucht, diese Gedanken zu verdrängen, und stürzt sich mit seinem „Durst nach Wissen und Wert, sein[em] Stolz“ in das Studium der Jurisprudenz und verbringt seine meiste Zeit im Hörsaal und seinem Studierzimmer.
In Pestitz trifft Bouverot ein. Er soll im Auftrag des benachbarten Fürstentums Luigis Hochzeit mit der haarhaarischen Prinzessin Isabella vorbereiten. Dort hofft man ohnehin, dass dem eigenen Fürstentum „Land und Leute [von Hohenfließ] zustürben, falls der Erbprinz Luigi, der letzte hohlröhrige Schuß und Fechser des hohenfließer Mannstammes, verdorrte.“ Schoppe erkennt den Deutschen Herrn als Zefisio, den er in Rom als Falschspieler bloßgestellt hat. Bei einem Empfang im Palais Froulay präsentiert sich Albano der Gesellschaft als kritischer Kopf dem Hofzeremoniell gegenüber. Dadurch lenkt er die Aufmerksamkeit der blinden Liane, der seine Worte aus dem Herzen sprechen, auf sich und sie wechseln einige Worte miteinander. Ihr Augenleiden bessert sich durch eine Wasserkur und bald kann sich die Genesene in Lilar erholen. Der „Lust- und Wohngarten des alten Fürsten“ besteht aus einer Ansiedlung und einem phantasievoll gestalteten Landschaftspark, der in das liebliche „Elysium“ und den dunklen „Tartarus“, ein dichter Wald mit einer schauerlich gestalteten Katakombe, geschieden ist. Dorthin wandert Albano und trifft das Mädchen bei Dians Frau Chariton. In der Parkidylle spricht er zum ersten Mal ungestört mit der Angebeteten und sie entdecken ihre Seelenverwandtschaft.
In Pestitz wird Fürst Justus beigesetzt. Schoppe und Albano reagieren auf die Trauerzeremonien in ihrer Art unterschiedlich. Schoppe interpretiert mit tragikomischem Humor die „herzlose Mummerei“ so vieler Menschen als den „ewigen, zwingenden, kleinlichen, von Zwecken und Freuden verirrten, betäubten schweren Wahnsinn des Menschengeschlechts, - und seinen dazu.“ (47. Zykel). Albano dagegen erblickt während des Trauerkondukts auf dem „Freudenpferd“ des Fürsten erstmals den seit Jugendtagen angehimmelten Roquairol, der trotz seines lockeren Lebensstils durch die gute Beziehung seines Vaters zum alten Fürsten Kammerrat in Kriegssachen und Hauptmann geworden ist: „Ein blasses eingestürztes Angesicht, […] von allen Jugendrosen entblößet, […]. Welch ein Mensch voll verlebten Lebens! […] aber Albano nahm ihn ganz in sein Herz hinein und wurde bleich vor inniger Bewegung und sagte: ‚Ja, er ists!‘“. In der traurigen Figur des paradierenden Soldaten sieht er die Vergänglichkeit des menschlichen Lebens. Unter dem Eindruck dieses Bildes schreibt er einen schwärmerisch-pathetischen Brief an Roquairol (Karl), klagt ihm seine Einsamkeit und trägt ihm seine Freundschaft an. Dieser reagiert sofort, allerdings nicht ebenso feurig, sondern mit einer für Albano enttäuschend kurzen Antwort: „Ich bin wie du. Am Himmelfahrtabende will ich dich suchen unter den Larven.“ (48. Zykel).
Am Himmelfahrtstag, seinem Geburtstag, verfolgt Albano im Huldigungssaal bei der Inthronisationsfeier Luigis die Amtsreden und Vivat-Rufe. In seiner Begeisterung für „Bruderliebe und Tatendurst“ sieht er die Fürsten wie Allmächtige auf ihren Höhen walten und sieht die „blühenden Landschaften und die heitern Städte eines weise regierten Landes aufgedeckt“. Er stellt sich vor, der Fürst zu sein, und denkt sich, wie er „von einer so hohen Stelle das Licht umherstreuen könnte“ und „wie er die Freiheit, statt sie nur zu verteidigen, erschaffen und erziehen und ein Regent sein wollte, um Selbstregenten zu bilden.“ (49. Zykel). Abends wandert er nach Lilar und sucht gegen 11 Uhr, seiner Geburtsstunde, eingedenk der Prophezeiung des Zahuris, im Tartarus das Denkmal auf, in dem das Herz des toten Fürsten ruht. Dort, „neben einem Herzen […], das in keiner Brust ist,“ vernimmt er dreimal die Stimme seiner angeblich toten Schwester: „Linda de Romeiro geb' ich dir.“ (51. Zykel). Bald danach trifft er Roquairol, der die ihn schmerzende Prophezeiung gehört hat. Albano versichert ihm, dass er keine Interesse an Linda hat, und in der Katakombe besiegeln beide ihre Freundschaft. Graf Cesara sichert entsprechend seiner Doppelstrategie die magische Szene später durch einen Brief ab, in dem er Albano den Tod seiner Tochter und die Reise mit seinem Mündel Linda de Romeiro nach Italien mitteilt. (59. Zykel)

### Zweiter Band, (10. bis 14. Jobelperiode 53. bis 66. Zykel)
Im zweiten Band intensiviert sich Albanos Liebe zu Liane und seine Freundschaft mit Roquairol, den er Karl nennt. So treu sich dieser ihm gegenüber verhält, zu unzuverlässig und sprunghaft ist er in anderen Beziehungen. Er ist nicht nur auf der Theaterbühne ein begabter Selbstdarsteller, sondern auch ein Blender im Leben, der von einem Abenteuer und Vergnügen zum anderen eilt und danach jeweils unbefriedigt in Lebensüberdruss abstürzt. Liane ahnt den versteckten dämonischen Charakter ihres Bruders, Albano bleibt er lange verborgen: „Aber Roquairol war nicht der, der er ihm schien.“ Nichts ist ihnen gemeinsam – außer dem Klang der Stimme. Denn er ist „leichter vermögend, auf der Bühne […] die wahre Sprache der Empfindung zu treffen als im Leben.“ Aus schlechtem Gewissen, dem ehrlichen Albano gegenüber, ringt sich Roquairol zu dem Bekenntnis durch: „Albano, ich bin deiner nicht wert.“ Er beichtet ihm seine zerrissenen Seele und gesteht, seines Lebens überdrüssig zu sein. Albano glaubt, diese Verzweiflung beruhe auf der nächtlichen Verheißung, Linda de Romeiros werde seine künftige Braut. Er vermutet, Roquairol liebe sie noch immer und befürchte, dass sie für ihn nun endgültig verloren sei. Um ihn zu trösten, gesteht er, dass er nicht Linda, sondern nur Liane liebe. Darauf schließen sich die beiden Freunde noch enger zusammen und Albano vernachlässigt den sarkastischen Kritiker Schoppe und den konventionellen Hofmann Augusti. Er zieht nach Lilar in das „Donnerhäuschen“ des alten Spener.
Albano verkehrt nun öfter im Hause Froulay. Am Geburtstag des Ministers kommt es nach einer Theateraufführung Roquairols und Lianes zu einem Handel zwischen Bouverot und dem Hausherrn, der ihm große Summen schuldet. Wie der Leser später erfährt, hat die Haarhaar-Prinzessin Idoine eine arrangierte Ehe mit dem Kreuzherrn abgelehnt, und jetzt interessiert dieser sich für die ihr täuschend ähnlich sehende Liane. Froulay und Bouverot vereinbaren eine geheime Verlobung des noch an das Zölibat gebundenen Kreuzherren mit Liane. Nach drei Jahren werde Bouverot aus dem Orden austreten. Seine Frau Guillemette solle die Tochter aus Gehorsam gegenüber dem Vater und seinen Familieninteressen zur Zustimmung bewegen. Doch diese weigert sich. Bouverot sei für Liane viel zu alt und ihrer nicht würdig. Eine so erzwungene Verbindung würde ihre nervenschwache Tochter nicht überleben. Sie berät sich mit ihrem Freund seit Jugendzeiten Augusti. Dieser kann sich nicht vorstellen, dass Bouverot aus Habsucht sein Ritterkreuz gegen den Ehering austauschen wird, und fürchtet wie die Mutter für Liane ein Mätressenschicksal. Sie wollen, während der Minister Haarhaar besucht, Liane im Wehrfriz'schen Haus in Blumenbühl in Sicherheit bringen. Als Vorbereitung dazu laden sie Rabette als Freundin und Gesellschafterin in ihr Schloss ein. Hier wird Roquairol auf sie aufmerksam. Durch Albanos Einfluss hat er sich vom lockeren, ausschweifenden Leben zurückgezogen und aus seiner Spielleidenschaft befreit und entdeckt nun die Reize eines unverbildeten ländlich-natürlichen Mädchens. Albano hofft, dass die Freundschaft der beiden Mädchen auch zu einer Liebesbeziehung zwischen ihm und Liane führt. Diese ist ihm gegenüber nach wie vor sehr zurückhaltend. Er überlegt sich die möglichen Gründe: Ihre Information über die Linda-Botschaft am Himmelfahrtstag durch den ihn beobachtenden Lektor Augusti, ihre Absicht, mit ihrer inzwischen verstorbenen Freundin Karoline jungfräulich ins Kloster zu gehen, und deren Prophezeiung, sie habe noch ein Jahr zu leben.

Nach der Übersiedelung Lianes und Rabettes nach Blumenbühl entwickeln sich die Liebesbeziehungen. Albano trennt sich von seinem von Roquairol wenig geschätzten Freund Schoppe und vom mit der Ministerin befreundeten Augusti und zieht nach Lilar in das „Donnerhäuschen“ des alten Hofprediger Joachim Spener. Von dort aus korrespondiert er mit Liane und besucht sie in Blumenbühl. Im idyllischen Lilar verbringen die beiden ihre glücklichsten Tage, die allerdings von Lianes Glaube an die beiden Prophezeiungen überschattet ist. Nach einer gemeinsamen Kutschfahrt durch die idyllische Naturlandschaft nach Lilar gesteht Albano Liane seine Liebe, die sie, nach geistiger Rücksprache mit der toten Karoline, erwidert. Ebenso zeigen sich Roquairol und Rabette als glückliches Paar.

### Dritter Band (15. bis 21. Jobelperiode, 67. bis 92. Zykel)
Im dritten Buch verknoten sich die verschiedenen Handlungsfäden mit den Folgen unglücklicher Liebesbeziehungen und -intrigen.
Liebesleid

Liane begegnet Albanos Liebe mit entsagender Zuneigung. Sie glaubt an die beiden Prophezeiungen und wünscht ihm, „daß [er] einmal ganz glücklich“ sei, „nach Einem Jahre“ […] „nach den Prophezeiungen.“. Doch nicht mit ihr werde er sein Glück finden, da sie nur noch ein Jahr zu leben habe, sondern, wie vorhergesagt, mit Linda de Romeiro. Vergebens versucht Albano, ihr diesen schwärmerischen Wahn auszureden. Noch in einem zweiten Punkt sind sie unterschiedlicher Meinung, sie möchte ihre freundschaftliche Liebe ihrer Mutter mitteilen, er will sie dagegen jetzt noch nicht öffentlich machen: einerseits um den zu erwartenden Streit mit dem Grafen und dem Minister aufzuschieben, zweitens weil er die Liebe als eine innerliche, private Angelegenheit zweier Menschen ansieht.

Der Minister verfolgt weiter seine eigenen Pläne. In Haarhaar vereinbart er mit der zukünftigen Fürstin Isabella, dass seine Tochter deren Hofdame wird, und lässt sie wegen der bevorstehenden Fürstenhochzeit ins Elternhaus nach Pestitz zurückholen. Nach seiner Rückkehr erfährt er von den Beziehungen seiner Kinder. Roquairols Verbindung mit Rabette akzeptiert er, weil sie auf das Gut ihrer Eltern erbberechtigt ist, der Landbaudirektor Wehrfritz gesellschaftliches Ansehen genießt und sein unsteter Sohn in geordnete Verhältnisse käme. Die Situation Lianes ist anders. Sein Verhältnis zu dem Grafen ist angespannt und er verfolgt die Verbindung der Tochter mit Bouverot. Er droht Liane, sie zu seinem Bruder, dem Festungskommandanten, zu geben, wenn sie weiterhin mit Albano Kontakte pflegt (75. Zykel). Auch von ihrer Mutter wird diese Liebe nicht unterstützt, denn diese kann den forsch auftretenden Albano nicht leiden. So muss sich Liane unterordnen, zumal sie ihr irdisches Leben für begrenzt hält und sie ihren Geliebten nicht mit ihrem Schicksal belasten will. Sie verspricht, auf den Freund zu verzichten und die Verbindung zu lösen, doch weigert sie sich, innerlich mit ihm zu brechen und sich mit Bouverot zu verloben. Für Albano bleibt die Geliebte jetzt unerreichbar. Einerseits steht sie unter Hausarrest, andererseits wird sie bei gesellschaftlichen Veranstaltungen, v. a. der Hochzeit am Fürstenhof (76.–77. Zykel) immer von ihrer Mutter oder dem Lektor begleitet und bewacht, dass sie Albano nicht anblicken und kein Wort mit ihm wechseln kann. Als sie bemerkt, wie der Geliebte unter ihrer Nichtbeachtung leidet, erklärt sie ihrem Vater, dass sie diese Rolle nicht weiterspielen wolle. Dieser reagiert wütend, nennt sie einen Dummkopf und fordert von ihr, sich von Bouverot malen zu lassen. Seine Frau fürchtet um den Familienfrieden und bittet den Hofprediger Spener, der als frommer Einsiedler in Liar Lianes Vertrauen genießt, auf die Tochter einzuwirken, dass sie ihren Widerstand aufgibt. Der Erzähler verheimlicht dem Leser den Gesprächsinhalt: „Aber hier geht die Geschichte in Schleiern! […] Wie er es erzwang […] wird von der großen Sphinx des Eides, den sie ihm schwur, bewacht und bedeckt.“ Da Spener eine der wenigen Personen ist, die über die Hintergrundgeschichte Bescheid wissen, kann angenommen werden, dass er, um die Not der Liebenden zu lindern, sein Versprechen bricht und Liane unter dem Siegel der Verschwiegenheit die Identität Albanos als Fürstensohn mitteilt. Liane schwört daraufhin, „auf ewig ihrem Albano“ zu entsagen (80. Zykel), erzwingt jedoch von den Eltern die Erlaubnis zu einer letzten ungestörten Begegnung mit Albano in Lilar. Dort bekennt sie ihm ihre ewige Treue, gibt ihm seine Briefe zurück und teilt ihm mit dem Hinweis auf ein Geheimnis, das sie ihm nicht offenbaren dürfe, das Ende ihrer Beziehung mit. Albano schmerzt dieser Abschied zutiefst. Er kann nicht verstehen, dass sie sich dem Willen ihre Eltern beugt, und er zweifelt an der Stärke ihrer Liebe. Er wirft ihr die Briefe vor die Füße und läuft zornig weg. Liane ist darüber so stark erschüttert, dass sie wieder erblindet.
Liane kann ihre Hofstelle nicht antreten und wird oft von der Fürstin besucht, die sie wegen ihrer Ähnlichkeit mit ihrer jüngeren Schwester Idoine sofort ins Herz geschlossen hat. Damit entgeht Liane dem frivolen Leben am Hof, wo die Fürstin, der die begrenzte Kraft ihres Mannes bekannt ist, ihrer Umgebung spaßhaft-offen mitteilt, dass ein Dreierbund für sie nicht ungewöhnlich wäre (78. Zykel). Sie versucht Albano, der sie an den sie umwerbenden jungen Grafen Cesara erinnert, den sie nicht heiraten durfte, in ihr Spiel einzubeziehen. Albano geht in seinem Liebesleid jedoch nicht auf ihre Lockungen ein.

Inzwischen versucht Bouverot mit Einverständnis des Ministers die blinde Liane zu überlisten (85. Zykel). Er schleicht sich in ihr Zimmer, um sich an ihrem Anblick zu erfreuen und sie als Fetisch für seine Sammlung zu porträtieren. Als sie die Anwesenheit eines Fremden bemerkt, spielt er ihr mit verstellter Stimme vor, Albano zu sein, und versucht sie zu umarmen. Bei der Berührung entdeckt sie, dass es nicht der Geliebte, sondern ein anderer Mann ist. Sie irrt aus Angst vor seinem Übergriff durch das Zimmer, erleidet einen Schock, kann dadurch jedoch Bouverot sehen und aus dem Zimmer flüchten. Der Zwischenfall wird auf Druck der Mutter geheim gehalten, doch sie zieht mit ihrer Tochter in ein Bergschloss bei Blumenbühl.

Auch Abando verändert seine Umgebung. Er gibt seine Wohnungen bei Spener und Sphex auf, sucht sich zusammen mit Schoppe eine Unterkunft in der Talstadt und vertieft sich in seine Bücher. Schoppe überredet den niedergeschlagenen Freund, zur Abwechslung nach Haarhaar zu reisen. Sie kommen an dem Dorf „Arkadien“ vorbei, wo Prinzessin Idoine in ihrem Mustergut „alles nach eigenem Pläsier“ macht (83. Zykel). Nach ihrer Rückkehr erhält Abando von Roquairol die Nachricht von Lianes Schockheilung. Nun kann er sein Schuldgefühl, an ihrer Erblindung schuld zu sein, ablegen und betäubt sein Leid bei „wilden Männerfesten“ mit Trinkgelagen (86. Zykel).
Ende der Freundschaft

Eine neue Entwicklung beginnt mit einem Brief des Grafen an Albano (86. Zykel), in dem er ihn einlädt, über Winter an einer Kunstreise nach Rom mit ihm und der Fürstin teilzunehmen. Auch ihre genesene Hofdame Liane, Bouverot, Schoppe und andere Kunstkenner würden sie begleiten. Andererseits werde demnächst sein Mündel Linda de Romeiro ihre Freundin Julienne in Pestitz besuchen. Sie habe von der Geisterprophezeiung erfahren. Diese sei ihr unangenehm und sie werde deshalb Albanos Gesellschaft meiden, wenn er im Frühjahr zu seinem Studium in die Residenzstadt zurückkehre. Albano freut sich auf die Reise in ein „freieres und leichteres Land“, das für ihn und Liane „Freude und Genesung“ bringen könnte, doch der Gedanke, dass Linda in Pestitz auf Roquairol treffen und dies die jetzt bereits kriselnde Beziehung mit seiner Pflegeschwester Rabette gefährden könnte, beunruhigt ihn. Deshalb macht er Roquairol den Vorschlag, ihn nach Italien zu begleiten. Doch als dieser Albanos Absicht errät, schreibt er dem Freund einen „sonderbaren Brief“ (88. Zykel), in dem er ihm das Ende seiner Liebe mit Rabette mitteilt. Er nimmt die Schuld dafür auf sich. Er habe sich am Beispiel seines tugendhaften Freundes und dessen Pflegeschwester orientieren und durch ein bürgerliches Leben ein besserer Mensch werden wollen. Doch sein schlechter Charakter sei wieder durchgebrochen und er habe in den Katakomben Lilars Rabette zum Sex gedrängt und entjungfert. Jetzt sehe er, dass Linda seine große Liebe sei, und er hoffe auf eine Beziehung mit ihr, wenn sie in die Residenzstadt zurückkehre. Aber nicht nur er sei ein Sünder, sondern auch Albano habe Liane Leid zugefügt und sie in die erneute Blindheit getrieben. Kurz darauf erscheint der Hauptmann bei Albano und drängt ihn, um die Entehrung Rabettes zu rächen, zu einem Degen-Duell (89. Zykel). Albano lehnt zuerst aus Rücksicht auf Liane ab und weist dessen Gleichsetzung mit ihm zurück. Er habe Liane nie schaden wollen und habe die Beziehung nicht beendet. Auf Schoppes Intervention hin stimmt er dann einem Kampf zu. Er beschränkt sich dabei auf die Abwehr der wütenden Attacken des lebensmüden und bestrafungssüchtigen Roquairol, schlägt ihm die Waffe aus der Hand, verschont ihn jedoch aus Liebe zu dessen Schwester und schickt ihn weg.
Hofintrigen

Überlagert werden diese Liebesprobleme Albanos und Roquairols von Gerüchten über das Leben der neuen Fürstin. Bouverot hat aus Haarhaar die Nachricht mitgebracht, Isabella pflege in ihrer frivolen zupackenden Art geheime Liebschaften und erwarte von den sie umschwärmenden Männern am Hof, auf ihre Signale einzugehen. Der 64-jährige Minister kommt dadurch in eine Konfliktsituation: Er hat Angst, es mit der Herrin zu verderben, wenn er auf ihre Lockungen nicht eingeht, andererseits von Fürst Luigi entlassen zu werden, wenn ihre Affäre öffentlich wird. Offenbar treibt sie mit Froulay ein Spiel, indem sie ihn zu einem Geheimgespräch in ihre Bibliothek einlädt und er durch eine Tapetentür in ihrem Schlafzimmer landet. Isabella spielt vor einer Zofe die Überraschte und nährt damit die Gerüchte über den Minister in der Stadt (91. Zykel). Auch Albano wird häufig von Isabella bei Hofe eingeladen und freundet sich mit ihr an. Bereits bei ihrer ersten Begegnung beim Empfang in Pestitz erhält er über ihre Kunstgespräche und persönliche Zuwendung hinaus aufmunternde Avancen, kann die Beziehung jedoch auf der freundschaftlichen Ebene halten. In diesem Zusammenhang entwickelt sich eine Rivalität zwischen der Fürstin und ihrer Schwägerin Julienne. Diese kennt die familiären Hintergründe und will einen Bruderkampf zwischen Luigi und Albano verhindern. Deshalb schickt sie Albano einen anonymen Brief mit einer Warnung vor Isabella und redet ihn darin als ihren Bruder an (90. Zykel): „Fliehe sie! – Ich liebe dich, aber anders und ewig. [Wir werden uns eines Tages sehen, mein Bruder]“' Albano rätselt: Schrieb Julienne dieses Blatt? Ist sie vielleicht als außereheliche Tochter der alten Fürstin mit dem Grafen seine Schwester? Dieser Brief ist nicht das einzige ihn verwirrende geheimnisvolle Ereignis. Bei einem Besuch im Weinkeller tritt ein unheimlicher Fremder an den Tisch, „wie ein Totenkopf gänzlich kahl und sogar ohne Augenbraunen“ (94. Zykel). Auf Albanos Drängen will ihm der Kahlkopf seine Schwester zeigen. Er führt in nach Lilar. Wie in einer Vision findet sich Albano „in einem alten bestäubten gothischen Zimmer“ wieder. Eine tief verschleierte Gestalt erscheint, die sich als seine unbekannte Schwester ausgibt und ihm einem halben Goldring überreicht. In einem Spiegel sieht er ihr Gesicht, das einem Bild gleicht, das ihm der Graf auf Isola Bella gezeigt hat. Verwirrt erwacht er allein im Wald (95. Zykel). Im 4. Band erzählt Julienne Albano, dass sie die Verschleierte war und die spukhaften Auftritte gemeinsam mit dem Magier inszeniert hat.
Liane und Idoine 

Albano ist bei der Aussicht auf die Italienreise mit Liane wieder aufgeblüht. Da teilt ihm die Fürstin mit, Liane sei zu krank, um an der Reise teilzunehmen. Er ist unglücklich darüber, „[d]aß gerade seine Liebe das glühende Schwert werden mußte, das durch Ihr Leben drang“ und beschließt, wie auch Schoppe, auf die Reise zu verzichten und in Hohenfließ zu bleiben. Bald darauf erreicht ihn ein Blatt des Hofpredigers Joachim Spener (95. Zykel): Fräulein v. Froulay verlange sehnlichst, noch heute mit ihm zu sprechen, da sie den Abend schwerlich überleben werde. Albano eilt an Lianens Sterbebett. Sie beteuert, ihm treu geblieben zu sein, und drängt ihn, die Gräfin Romeiro zu lieben: „Erst nach langer Zeit wird mein Albano es erfahren, warum ich von ihm gewichen bin, nur zu seinem Wohl.“ Er bittet sie um Vergebung für sein Misstrauen. Liane stirbt entrückt in der Vorstellung, von Karoline im Himmel empfangen zu werden.
Schmerz und Schuldbewusstsein stürzen Albano in wahnsinnige Fieberträume. Er fleht, die Verstorbene möge ihm erscheinen, um ihm zu vergeben und ihn seinen Frieden finden zu lassen. Man fürchtet um sein Leben. Da fasst Schoppe einen verwegenen Plan, den er gegen den Willen des Grafen mit Hilfe des Hof-Beziehungsnetzes Augusti, Linda de Romeiro, Julienne, Isabella ausführt: Er bittet Idoine, die gerade zu Besuch bei der Fürstin in Pestitz ist, sie möge wegen ihrer großen Ähnlichkeit als Liane vor Albano erscheinen. Die tugendhafte Prinzessin hat zuerst Bedenken, bei einer solchen Täuschung mitzuwirken, lässt sich dann aber durch das Argument überzeugen, ihr Auftritt rette das Leben eines geistig verwirrten Patienten und hole ihn aus seiner Traumwelt in das Leben zurück. Der Plan gelingt. Weißgekleidet wie Liane gibt sie Albano seinen Frieden (98. Zykel). Er fällt darauf in einen langen Heilschlaf. Als er erwacht, ist er noch ganz von seinem Traum erfüllt: Er fuhr mit einem Kahn durch eine finstere Felsenlandschaft und dann mit einem Flügel-Schiff heraus durch das Universum zur Himmels-Jungfrau. In diesem halbwachen Zustand setzt ihn der ungeduldige Graf am Abend in seine Kutsche und fährt der Fürstin und ihrer Reisegesellschaft hinterher nach Italien, während gleichzeitig Lianes Sarg von der Blumenbühler Höhe hinunter zur Beisetzung gebracht wird (100. Zykel).

### Vierter Band (26. bis 35. Jobelperiode, 101. bis 146. Zykel)
Italienreise

Über Wien, die Tiroler Alpen und Oberitalien reist die Hohenfließer Gesellschaft nach Rom. Albanos Bild von der europäischen Geschichte erweitert sich durch die Betrachtung der antiken Stätte. Ergriffen von den Ruinen des Forum Romanum erwacht sein alter Tatendrang: „Tun ist Leben, darin regt sich der ganze Mensch und blüht mit allen Zweigen.“ Er diskutiert mit Dian und dem Grafen über die Ideen der Revolution in Frankreich (105. Zykel) und möchte die „Freiheitsfahne“ tragen und für eine neue Gesellschaft kämpfen. Don Gaspard hält dies für eine jugendliche Laune. Er rät Albano, sich „zu[m] g a n z e n Menschen [zu bilden]; wie etwan ein Fürst sein muss“.
Die Nachricht von der ernsten Erkrankung des Fürsten Luigi an Wassersucht erfordert die Rückkehr der Fürstin und des Grafen in die Residenzstadt. Weil man seinen Tod erwartet, sprechen die beiden über die Thronfolge, die Isabella für Haarhaar anstrebt. Ihr Bruder Cardito hält sich zurzeit in Rom und Tivoli auf und beobachtet, als Korse verkleidet, die Entwicklung der Beziehungen. Graf Cesara widerspricht Isabellas Plan, er sei nicht durchsetzbar, denn er weiß, dass ein Erbprinz, Albano, bereitsteht, um die Hohenfließer Herrscherfamilie zu erhalten. Isabella hat noch andere Pläne. Ihr hat bereits in Pestitz der junge Albano gefallen und möchte mit ihm eine Affäre beginnen. Er versteht ihre Zuwendung falsch als Freundschaft über die Standesgrenzen hinaus, denkt an die frühere Werbung des Grafen um sie und sieht, wenn sie Witwe ist, die Gelegenheit zu ihrer Verbindung mit seinem vermeintlichen Vater. Während Don Gaspard über die Naivität Albanos amüsiert ist, reagiert Isabella beleidigt über seine „Mutter“-Idee, anstelle selbst Geliebter einer reifen Frau zu werden, und wendet sich von dem „Unwürdigen“ ab (107. Zykel).

Vor seiner Fahrt mit Dian nach Neapel erreicht Albano ein Brief Rabettes (108. Zykel) mit Nachrichten aus der Heimat: Roquairol hat vergeblich versucht, sich Linda Romeiro zu nähern und sie ist mit Julienne in den Süden abgereist, nachdem Fürst Luigi ihr „zu deutliche [Aufmerksamkeit] bewiesen“ hat. Jetzt besucht Roquairol wieder Blumenbühl, um die alte Liebe mit ihr aufzufrischen. Aber sie glaubt nach ihrer Enttäuschung nicht mehr an seine Besserung und geht auf seine Werbung nicht ein.
Als Julienne auf dem Weg nach Griechenland von der Neapelreise des Bruders erfahren hat, hat sie sofort diese Gelegenheit genutzt, um Begegnung Albanos mit Linda Romeiro zu arrangieren und die von ihr gewünschte Beziehung des Bruders mit der Freundin zu initiieren. Diese Aktion wird wiederum, wie bereits zuvor im Wald von Lilar, vom Magier-Bruder des Grafen eingeleitet. Bereits beim Besuch Albanos auf Isola Bella erschien er ihm als „Vater des Todes“. Nun teilt er ihm mit, er könne auf Ischia seine Schwester treffen. Diese_Botschaft verbindet er mit der „Himmelfahrt“ eines Mönchs mit Hilfe einer mit Gas gefüllten Puppe. Auf Ischia erfüllen sich die Prophezeiungen: Während eines abendlichen Festes am Strand nähert sich eine Barke der Insel. Frauen steigen aus, unter ihnen – es „schien eine Göttin zu kommen“ – Linda de Romeiro. Später gibt sich Julienne mit der zweiten Ringhälfte Albano als seine Schwester zu erkennen. Sie muss also bereits in ihrer Kindheit, nachdem sie zusammen mit der Fürstin Albano im Wehrfritz-Haus gesehen hat (24. Zykel), von ihrer Mutter die Wahrheit über den Kindertausch erfahren haben. Jetzt gesteht sie dem Bruder, dass sie damals in Lilar mit dem „Kahlkopf“ zusammengearbeitet hat, um ihm einen Hinweis auf eine lebende Schwester zu geben, bittet ihn aber bis zur vollständigen Enthüllung der Zusammenhänge bis Oktober zu warten.
In die Schilderung der Neapel-Reise und der Begegnung mit Julienne und Linda auf Ischia hat der Erzähler die „fliegenden Blätter“ Albanos mit dessen begeisterten Landschaftsbeschreibungen sowie seinen Briefwechsel mit Linda eingeschoben. Wie von Julienne vorhergesehen, verstehen sich Albano und Linda, begleitet vom Naturerlebnis Ischias, der Aussicht von den Bergen auf den Golf und die nächtliche Vesuv-Kulisse, sofort und verlieben sich ineinander. Sie ist wie er sehr belesen und kulturell interessiert und sie genießen beide die südliche Landschaft, sie jedoch verhaltender als er. Sie sieht in Natur und Kulturdenkmälern nicht nur die Schönheit, sondern auch die Vergänglichkeit. Ihre Nachtblind-Krankheit dämpft ihre Zukunftserwartung: „[I]st nicht das Leben ein langer Selbstmord?“ (111. Zykel). „Und was ist das Leben weiter als eine gläserne Himmelspforte? Sie zeigt uns das Schönste und jedes Glück, aber sie ist doch nicht offen.“ (115. Zykel). Vor der Naturkulisse des Golfs von Neapel sprechen die Drei über ihre Beziehungen und ihre Lebensvorstellungen. Die Unterschiede zwischen Albano und Linda zeigen sich auch an seiner Freiheitsbegeisterung und seinem Drang, in seinem Leben etwas Großes zu leisten: „Entweder große Menschen […] oder große Zwecke muss ein Mensch vor sich haben, sonst vergehen seine Kräfte, wie dem Magneten die seinigen, wenn er lange nicht nach den rechten Welt-Ecken gekehrt gelegen“ (110. Zykel). Während Albano nach dem Vorbild der griechischen und römischen Helden von großen Taten schwärmt und am „gallischen Krieg“ auf Seiten der Revolutionäre teilnehmen möchte, fürchtet sie bei seinem Kriegseinsatz um das Ende ihres gegenwärtigen Glücks. Sie tadelt deshalb indirekt seine Euphorie durch ihren Kommentar zu seiner Schwärmerei, sie selbst verehre „ein paar Häupter der Revolution“, v. a. Mirabeau; aber sie schränkt ein, lieben könne sie ihn jedoch nicht (110. Zykel). Julienne spricht sich dagegen deutlich gegen das Vorhaben des Bruders aus: Als Prinzessin-Schwester von Hohenfließ lasse sie seine Beteiligung an „einem demokratischen Feldzuge“ nicht zu. (115. Zykel). Auch in Linda findet er, auf seine Nachfrage hin, für sein Ideal keine Unterstützung: „Bei Ihren Worten, Graf, denk‘ ich mir gar nichts. Wem die Liebe nicht allein genügt, der ist von ihr nicht erfüllet worden“ (116. Zykel).
Am nächsten Tag reisen sie getrennt ab und treffen sich noch einmal in Tivoli, wo sich die Diskussion über die männliche Sehnsucht nach Verwirklichung durch eine große Tat und die weibliche nach Liebe und Frieden fortsetzt. Juliennes Kompromissvorschlag, Albano solle mit seiner Revolutionsunterstützung bis zum Oktober warten, wird von beiden angenommen und führt zur anfänglichen Harmonie auf Ischia zurück. Die letzte Etappe auf Isola Bella verbringen alle unbeschwert. Albano besucht seine Kindheitsorte und schließt mit Linda einen festen Liebesbund.
Intrigant-tragische Verwicklungen

Im letzten Romanteil, von der 31. Jobelperiode an, spitzen sich die Hofintrigen und die persönlichen Liebesverwicklungen zu und überlagern sich mit der schrittweisen Aufklärung der Hintergrundhandlung.

Nach der Rückkehr von Juliennes Reisegesellschaft im Sommer nach Hohenfließ erteilt Graf Gaspard Cesara dem Bund Albanos mit Linda erfreut seinen Segen. Er ist kurz vor dem Ziel seiner Wünsche. Bei den Nachfragen über die Verwandtschaftsverhältnisse vertröstet er seinen angeblichen Sohn auf die Enthüllungen im Oktober, wenn die Hochzeit stattfinde. Er lässt ihn in dem Glauben, Julienne sei seine Halbschwester und sie hätten die Fürstin Eleonore als gemeinsame Mutter. Die Nachricht von der Liebesbeziehung verbreitet sich rasch im Fürstentum. Roquairol ist, obwohl er sich weiterhin um Rabette bemüht, darüber verbittert, begegnet dem ehemaligen Freund kalt und lädt ihn zu einem von ihm verfassten Trauerspiel ein. Mit Schoppe hat sich inzwischen eine Veränderung ereignet. Er vernachlässigte seine Arbeit in der Bibliothek, wurde immer sonderlicher, zeigte Anzeichen des Wahnsinns, führte Selbstgespräche vor einem Spiegel, predigte in der leeren Kirche zu sich selbst und reiste schließlich nach Spanien. In seinen langen Briefen (122. Zykel) an Albano schimpft er über die Menschen und die Gesellschaft. Von der Revolution erhofft er sich keine Besserung, denn der Grund des Übels liege im einzelnen Menschen. Albanos Beziehung mit Linda kommentiert er spöttisch als Abfall vom freien Menschentum in die bürgerliche Enge. Er sieht sich als ungebundener Wanderer. Er beschreibt, wie er in jungen Jahren die von ihm geliebte Gräfin Cesara gemalt habe. Er vermutet wegen deren täuschender Ähnlichkeit mit der ebenfalls von ihm porträtierten Linda, dass diese Severina, die Tochter des Grafen, ist. Deshalb warnt er den Freund vor einer Liebschaft mit seiner mutmaßlichen Schwester. Albano gerät über diese Nachricht in große Verwirrung. Auf seine Nachfrage bei Don Gaspard widerspricht dieser Schoppes Interpretation und drängt auf eine schnelle Hochzeit. Linda will sich jedoch ihre Entscheidung nicht von ihrem Vormund vorschreiben lassen und ihre Freiheit nicht auf familienpolitischen Druck hin aufgeben.
Zu einer weiteren Verunsicherung führt ein Besuch Juliennes und Lindas in Idoines herrnhutischem Musterdorf „Arkadien“ (125. Zykel), in dem die Prinzessin die christlichen Ideale des brüderlichen und schwesterlichen Zusammenlebens und die einfühlsame Bildung der Kinder verwirklicht hat. Man diskutiert über die Freiheit und Unabhängigkeit der Frauen und die Bindungen in einer Ehe. Bisher hat Idoine sich immer gegen eine politische Ehe ausgesprochen und mit der Begründung, sie würde nicht unter ihrem Stand heiraten, eine von der Familie arrangierte Heirat verweigert, z. B. mit dem Kreuzherrn Bouverot. Jetzt sieht sie auch die Vorteile des Familienlebens für eine Frau. Die beiden Freundinnen merken an ihrer Argumentation und ihren Bemerkungen, dass auch Idoine Albano liebt, zu dessen Heilung sie durch ihren Geisterauftritt wesentlich beigetragen hat. Sie hat dies bisher zu verbergen versucht und ist Begegnungen mit ihm ausgewichen. Aus Furcht vor einer Konkurrenz ist Linda bereit, um Albano zu kämpfen, und sie stimmt einer Heirat zu, aber nur unter der Bedingung, dass Albano auf seinen Kampf in Frankreich verzichtet. Dazu ist dieser jedoch nicht bereit, da dies eine Einschränkung seines männlichen Freiheitsspielraums bedeuten würde. Es kommt zu einer Verstimmung zwischen den beiden und Albano reist dem aus Spanien zurückkehrenden Schoppe entgegen.

Roquairol sieht jetzt die Gelegenheit für seinen zusammen mit der Fürstin ausgedachten Racheplan, für den sie ihn mit einer intimen Beziehung belohnt. Isabella ist über die angespannte Situation der Liebenden gut informiert und bringt Roquairol auf die Idee, seine Stimmenähnlichkeit mit Albano und Lindas Nachtblindheit auszunutzen: „Sie haben Seine Stimme, und Sie hat abends kein Auge.“ (127. Zykel) Er schreibt Linda in einem mit Albano unterschriebenen warmherzigen Brief, dass er ihre Bedingung für eine Ehe akzeptiert, und lädt sie zu einem Rendezvous ins abendlich-dunkle Lilar ein. Die nachtblinde Linda merkt den Betrug nicht und wird auf seine feurig-trunkenen Liebebeteuerungen hin mit ihm intim: „[D]as weiße Brautkleid ihrer Unschuld wurde zerrissen“. Am nächsten Abend führt Roquairol im Park vor der Hofgesellschaft sein Trauerspiel auf, in dem er, für die Eingeweihten gut erkennbar, seine gespaltene Persönlichkeit und die nächtliche betrügerische Verführung der Geliebten vorführt. Als Höhepunkt des Theaterstücks erschießt er sich zum Entsetzen des Publikums auf offener Bühne. Linda bemerkt nach einem Gespräch mit Albano ihren Irrtum. Sie ist tief betroffen über den zweimaligen Anschlag Roquairols aus leidenschaftlicher Liebe zu ihr auf sein Leben und bezeichnet sich als seine Witwe und als Mutter. Nachdem der Graf ihr eröffnet hat, dass er nicht nur ihr Vormund, sondern auch ihr Vater ist, und sie seine Machenschaften erkannt hat, reisen beide getrennt ab. Albano hat Mitleid mit der Freundin, die aus Liebe zu ihm Opfer der Intrige geworden ist, und bittet die hart über die fehlende Beherrschung Lindas urteilende Julienne um Nachsicht.
Parallel zur Lindas Tragödie läuft die Schoppes ab. Er ist von seiner Spanienreise mit Informationen über die Geisterauftritte des Magiers Cesaro und dem Bild der Gräfin zurückgekehrt und Linda hat sofort ihre Mutter erkannt und ist nun überzeugt, Albanos Schwester zu sein und schicksalhaft vor einer Geschwisterliebe bewahrt worden zu sein. Don Gaspard ist über den Bilderraub, der seinen Plan untergräbt, wütend, und sein inzwischen in Pestitz eingetroffener Bruder beschuldigt Schoppe, in Spanien den Kahlkopf, eine bei seinen Bauchredner-Auftritten verwendete Figur, ermordet zu haben, wie es dieser selbst annimmt. Don Gaspard stellt den verwirrten Schoppe vor die Wahl: Gefängnis oder Tollhaus. Er wählt das Tollhaus.
Lösung der Rätsel

Nach der Abreise des Grafen und Lindas werden die restlichen Hintergründe der Intrigenhandlung offengelegt. Albano löst Schoppe aus dem Tollhaus. Dieser ist ein gebrochener Mann, weil, wie der Erzähler ironisch anmerkt, das intensive Studium von Fichtes Philosophie seinen Geist verwirrt habe: Er fürchtet, der „Ich“ werde ihm begegnen. Albano verschiebt seine Flucht nach Frankreich und pflegt den Freund. Der Drang, den angeblichen Onkel Albanos zu entlarven, erhält Schoppes Lebenskraft. Er flieht aus dem Tollhaus und eilt auf der Suche nach dem Magier ins Schloss, wo Luigi im Sterben liegt. Dort stößt er durch Zufall auf den geheimnisvollen Gang, der nach der Mitteilung Don Gaspard zu Beginn des ersten Bandes bei Albanos Besuch auf Isola Bella zur Lösung der Geheimnisse führen soll. Kurioserweise löst Schoppe dabei im Spiegelkabinett unwissentlich die prophezeiten Glockenschläge aus, die zum Schocktod Luigis führen, und bringt anschließend ironischerweise einen Wachsfigurenautomaten nach dessen hilfreichen Aktionen zur Selbstzerstörung. Auf seinem Weg durchs Labyrinth findet er Hinweise auf die Fürstengruft und entdeckt dort im Sarg der Fürstin das entscheidende, die Rätsel lösende Schriftstück. Dann stellt er den Grafenbruder und will ihn zu einem Geständnis zwingen. In diesemAugrnblick erscheint eine Gestalt, die Schoppe aufs Haar gleicht: Er vermeint, es sei der gefürchtete „Ich“ und erschrickt zu Tode. Der Fremde erweist sich als sein Freund Siebenkäs aus Vaduz. Der vereinsamte Albano bittet den Doppelgänger, seine Freundschaft mit Schoppe um ihn zu erweitern. Siebenkäs wird sein zukünftiger Ratgeber, übernimmt sofort die Untersuchung der Intrigen und verhört den Magier. Dieser gibt zu, im Auftrag seines Bruders mit seinem Requisitenwagen herumgezogen zu sein und den Geisterspuk mit „Trug-Geräten“ arrangiert zu haben. Als Reue tritt er ins Kartäuser-Kloster ein. Der von Schoppe im Sarg der Fürstin gefundene Brief enthält eine Zusammenfassung der Vorgeschichte. Weitere Informationen über die Erbfolge-Verhandlungen Bouverots und Don Gaspards mit Harrharr erhält Albano vom Lektor Augusti.
Bouverots Intrigen sind gescheitert. Der Graf kann zwar durch die Drohung, die Haarhaarer kriminellen Intrigen aufzudecken, den Nachbarstaat zur Aufgabe der Thron-Ansprüche des Prinzen Cardito zwingen, aber er versucht vergeblich, seine Tochter zur Fürstin zu machen. Julienne ist jetzt strikt dagegen und favorisiert Idoine. Auch Isabellas Täuschungsmanöver mit einem eventuellen Sohn Luigis wird mit dem Hinweis auf dessen Zeugungsunfähigkeit zurückgewiesen. Nun ist Haarhaar an einem Bund Albanos mit Idoine interessiert. Diese Verbindung kommt auch zustande, aber nicht auf politisch-taktischer Basis, sondern durch persönliche Zuneigung und gemeinsame Interessen. Idoine demonstriert dies an ihrem Musterdorf, Albano an seinen Reformvorstellungen: „»[I]ch soll nicht in den Krieg – wohlan, ich habe mein Los!«“. „Lebenslust, neue Kräfte und Plane, Freude am Throne, wo nur die geistige Anstrengung gilt […] Die Bilder neuer Eltern und Verhältnisse und Unwille gegen die Vergangenheit stürmten durcheinander in seinem Geist.“ Der Roman endet mit der Beisetzung Luigis in der Gruft der Blumenbühler Kirche und mit der Verlobung Albanos mit Idoine.

## Form
Jean Paul äußerte sich über den Titan in einem Brief, er müsse eigentlich „Anti-Titan“ heißen, weil darin „jeder Himmelsstürmer seine Hölle“ finde. Sein Ziel sei es gewesen, die „allgemeine Zuchtlosigkeit des Säculums“ zu geißeln, und die „Trennung des Ichs von der Beschauung“ anzuprangern: In den Figuren des Romans (Roquairol, Schoppe, Gaspard, Liane, Linda) kristallisiert Jean Paul verschiedene Problemkomplexe der Zeit um 1800. Am Ende müssen alle Charaktere, außer dem Helden, auf Grund ihrer Einseitigkeit scheitern. In Schoppe wird die idealistische Philosophie Fichtes verurteilt, in Roquairol das ästhetizistische l’art pour l’art, wie es Jean Paul in Weimar vorzufinden meinte, in Gaspard Kälte und politische Berechnung, in Liane eine schwärmerische Religiosität (Pietismus, Herrnhuter Brüdergemeine), in Linda die vermeintlich ungebührliche Hybris emanzipierter Frauen. An allen diesen Einseitigkeiten soll sich der Held bilden und zum harmonischen, „vielkräftigen“ statt „einkräftigen“ Individuum heranreifen. Es ist allerdings häufig festgestellt worden, dass die eigentlich zum Scheitern verurteilten Personen mehr Spannung und Interessantheit besitzen als die manchmal allzu glatt und ideal wirkende Hauptfigur Albano.
In Sprache und Stil weicht der Roman, den Jean Paul seinen „Kardinal- und Kapitalroman“ nannte, auffällig von anderen Texten des Autors ab. Die Erzählung ist straffer organisiert und enthält weniger Abschweifungen und Randnotizen. Die Forschung sah darin häufig eine (stilistische) Annäherung an den Klassizismus Weimars, mit dem sich Jean Paul in dieser Zeit intensiv und kritisch auseinandersetzte. Die Mischung aus komplizierter abenteuerlicher Handlung und einem an den Abgründen des Lebens vorbeigeführten Entwicklungsweg der Hauptfigur sowie die bilder- und anspielungsreiche, (im damaligen Sinne) „witzige“ Sprache Jean Pauls bleibt jedoch auch im Titan erhalten.

So verbindet der Autor im „Titan“, wie bereits in seinem Vorläufer „Hesperus oder 45 Hundposttage “ die Trivialform der Intrigenerzählung mit der „hohen“ Form des Entwicklungsromans. und variiert damit das Muster des Staatsromans der Aufklärung und dessen Bildungsgedanken: Höllerers Interpretation des „Hesperus“ lässt sich z. T. auf die des „Titan“ übertragen: Jean Paul bedient sich für die äußere Handlung der ganzen „Apparatur des damaligen Unterhaltungs- und Trivialromans“: Verwechslungen und Betrug durch Ähnlichkeit im Aussehen und der Stimme, Täuschungen der gutgläubigen blinden Opfer, Kindsvertauschungen, Duelle, machtpolitische Intrigen, Zaubertricks mit Automatenfiguren und Bauchrednerei, Schauerszenen im Zauberwald und der Katakombe, geheimnisvolle Andeutungen, sentimentale Liebesgeschichten, edelmütige Freundschaften, Reisen in andere Länder, Episoden privaten Glücks in der ländlichen Idylle und viele andere Motive, „die damals wie heute in der ‚unterstömigen‘ Literatur gang und gäbe waren und sind“, sowie Versatzstücke des Kolportage-Stils. „[M]it hängender Gesichtshaut auf bedeutenden Gesichtsknochen – ein aufgerichteter falber Werwolf erst aus der tierischen Haut in die menschliche getrieben – gleich einem Würgeengel, ein Würgemensch und doch ohne Leidenschaft“ wird z. B. der Magier-Bruder des Grafen Cesaro beschrieben (106. Zykel). Hinter der Bündelung solcher Einzelmotive erscheint jedoch „Jean Pauls spannungsreiche, gefühls- und gedankengeladene Gesamtschau von Mensch, Welt und Überwelt.“

Die starren, zunächst von der Handlung diktierten Requisiten lösen „sich in der Wellenbewegung des Jean Paul’schen Stils“. Die vorgefundenen Muster und typisierten Figuren differenzieren sich in „individuelle, züngelnde Kunstfertigkeiten“: „Indem der Autor politisches Pathos mit Witz und Phantasie durchlöchert, schafft er sich die Möglichkeit, durch die Maschen eines konventionellen Handlungsnetzes hindurchzuschlüpfen. Wie oft im Werk von Jean Paul, so löst sich auch hier Stoff in Bewegung auf, doch die Bewegung ist an das Vorhandensein des mehr oder weniger in den Hintergrund tretenden Stoffes notwendig gebunden. […] Er sucht in [den] Aktionen die verborgenen Schattierungen der Seelen oder die Absprünge zu seinen Flügen, die Randsituationen, die Misch und Zwischenzustände auf. So gerät er aus der Schablone einer zeitgenössischen Mode unversehens in Zonen, die so schnell nicht zu Ende zu entdecken sind. Unverblümt kündigt er dem Leser seine Entführung in diese Zonen mittels seiner Digressions-Methode an. […] So schafft er […] einen Abstand zwischen dem Helden und [seiner] Rede.“
Ein Mittel der Distanzierung ist die Unterbrechung der Handlung durch Erzählerkommentare und eingeschobene gesellschaftskritische und philosophisch-psychologische Überlegungen. Im 9. Zykel stellt sich der Erzähler vor. Es ist der aus den Romanen „Hesperus“ und „Leben des Quintus Fixlein“ bekannte Berg-Hauptmann Jean Paul, ein außerehelicher Sohn des Fürsten von Flachsenfingen. Er hat seine Informationen aus einem verzweigten Nachrichtennetz, so dass er oft wie ein auktorialer Erzähler auftreten kann. Er kommentiert ständig die Handlung aus seinem Erfahrungsbereich heraus, z. B. über Lebensweisheiten, Neigungs- und Zwangsehe, Beziehungen und Intrigen am Hof, Erziehungsmethoden, Idealismus und Pragmatismus und Reformmodelle in Staat und Wirtschaft. Mit Albano, Liane, Idoine, Rabette, Schoppe und Dian sympathisiert er offensichtlich und spricht sie mitunter persönlich an.
Jean Pauls Sprache wird von Literaturkritikern und Kollegen als großes Ereignis gelobt, u. a von Stefan George („größte dichterische Kraft der Deutschen“) und Oskar Loerke („Tröge für ein Meer“). „Aus hellwachen Träumen, überwachen Erwartungen und traumsicheren Wahrnehmungen baute Jean Paul seine Welt zwischen den Polen des genau umzirkten Einzeldings, in einer Feldlerchen- und Grashalmperspektive, und des unermesslichen Flugs in die Licht- und Farbenfelder, in einer Zeitrechnung, in der sich in einen Augenblick eine unabsehbare Zeitspanne drängt“. Pauls Sprache vermöge es, „die heftigen Dissonanzen und die großen, überspannenden Flügelschläge in ihre Bildketten, Sätze, signalisierenden Rhythmen und ihre Gedankenführungen aufzunehmen.“ Seine Ausdrucksfähigkeit habe „mit ihren Bilderstürzen und mit ihren das Bewusstsein provozierenden musikalischen Flügen Vorbilder für surrealistische Dichtung“ geschaffen. „Diese gewaltigen Sprachexplosionen gleichen künstlerisch eher symphonischen Musiken. […] Gemeint sind dabei […] euphorische Phantasien & Traumlandschaften, Albträume und „Vernichtungsvorstellungen“, die in ihrer ikonografischen Tiefe & Breite, Farbigkeit & dynamischen Entfaltung bis ins Universelle reichen.“

## Rezeption
Als nach der verwickelten und sich ca. über ein Jahrzehnt hinziehenden langwierigen Entstehungsgeschichte (1792–1802) Jean Pauls von ihm als „Kardinal- und Kapitalroman“ bezeichnetes Lieblingsbuch erschien, entsprach das Leserecho nicht seinen Erwartungen, und zu seinen Lebzeiten erschien keine zweite Auflage. Sogar Repräsentanten aus dem Romantiker Umfeld wie Dorothea Schlegel äußerten sich kritisch: „Seinen Titan habe ich lesen wollen, aber es geht nicht, man lernt nichts Neues von ihm darin, es sind immer dieselben Narren mit anderen Kappen.“
An traditionellen Mustern des Realismus orientierte Literaturkritiker bewerteten Jean Pauls frühromantische „Bilderpracht“ als „schrullenhaft spielerisch“. Alles werde „durcheinander gequirlt“, mit der Folge der Ermüdung und Betäubung des Lesers, der kein klares Bild empfange. Auch Bewunderer des Dichters wie Oskar Loerke bemängelten die „schnurrig wesenlose[n] Hinterweltsraritäten“ der „durcheinandergeschüttelte[n] Lexika und ganze[r] Bibliotheken“.

Der Autor rechtfertigte seinen wuchernden Schreibstil mit der Einbeziehung vielfältigen Textmaterials und antwortete auf diese Vorwürfe seiner „Kunstrichter“ und Leserinnen mit spöttischen Bemerkungen in seinen Romanen, gelobte Besserung, z. B. im Vorspann zu „Zwanzig Enklaven zu den vorstehenden zwanzig Kapiteln“, und setzte kurz darauf seine bemängelten Abschweifungen und Sprachmonster fort. Im „Titan“ lässt er z. B. den am Rande des Wahnsinns stehenden Querdenker Schoppe unter der Überschrift „Allerhand“ diese Kritik an einem „Verfasser[-] bunter Stile“ üben, „der […] aus der ähnlichen Schreibart eines sehr beliebten und geschmacklosen Schriftstellers zu erkennen ist, wie denn ein buntes Übermaß ganz wildfremder Bilder so gut am Kopfe wie buntes Farbenspiel am Glase nahe Auflösung bedeuten.“(122. Zykel) Höllerer erklärt dazu, die „Abschweifungen im Text“ gehörten zum „Erzählstil des […] Fortschreitens im Abirren.“ Es werde dargetan, „dass die Welt mehr und anders ist als ein überschaubarer Handlungsstrang, aus Kausalitäten geflochten und übersichtlich vorzeigbar“.
In der Literaturwissenschaft wird der „Titan“ zwischen klassisch-humaner Entwicklungsidee und Flug des rebellierenden Enthusiasmus eingeordnet. Beide Pole kehrten in den Werken Jean Pauls immer wieder in unterschiedlicher Akzentuierung. Eine genaue Positionierung des Autors sei schwierig, denn er habe die „Widersprüche und Spannungen zwischen aufklärerischer Satire, religiös-utopischer Hoffnung und resignierendem Pessimismus nie in einem klaren Programm“ vermittelt.

Nach Höllerer macht dieser Widerstreit, der den ganzen „Titan“ durchziehe und in diesem einzigen Fall im epischen Werk des Schriftstellers in den „Sieg Weimars“ mündete, den Roman einmalig und großartig. Den Grund dafür sieht er in Jean Pauls Annäherung an die Weimarer Klassik. Die Entstehungsgeschichte zeige die Änderung der ursprünglichen „Titan“-Konzeption, die in einzelnen Episoden noch erhalten sei, z. B. in der Flugmetaphorik mit ihrer Himmelsehnsucht und der Gefahr des Ikarus-Absturzes in Albanos Vogelstange-Abenteuer. Zwischen den Reisebildern des Aeronauten Giannozzo und dem Jean Paul’schen Menschen- und Weltbild gebe es einen engen Zusammenhang. Deutlich werde die Veränderung der ursprünglichen Idee durch einen Vergleich mit der Reisebeschreibung „Des Luftschiffers Giannozzo Seebuch“. Mit der Hinwendung zu einem „klassisch-harmonischen“ Schluss mit Idoine als „Iphigenien-Gespenst[-]“ habe Schoppes satirische Gesellschaftskritik und seine Weltschmerz-Position reduziert und in den Luftschiffer ausgelagert werden müssen: „Den Geist des Giannozzo, der rebellierend den ›Titan‹ durchzieht, zu beschreiben, gelingt nur mit Hilfe des Textes dieses ›Seebuchs‹“, v. a. der Brocken-Stimmung der 6. und 7. Fahrt.

Höllerer verweist auf die Vorrede (Billett an meine Freunde) zum „Leben des Quintus Fixlein“, in der der Erzähler „[d]rei Wege, glücklicher zu werden“, nennt: den enthusiastisch-erhabenen der Vogelperspektive, den komisch-idyllischen der Froschperspektive und den humoristischen des Wechsels zwischen den beiden anderen. Diesen Wechsel habe Jean Paul auch für Albano im Sinn gehabt. Doch sei dieses Ziel im Rahmen eines geschlossenen Romans kaum darstellbar. Deshalb habe der Autor anstelle des dritten Weges das „Bildungsideal der Klassik“ gewählt, die ausgleichende, tätige Harmonie, die jedoch nicht zwingend aus dem Handlungsverlauf folge. So sei Idoine keine Steigerung von Liane und Linda, sondern ein Kompromiss.
Andere Literaturwissenschaftler betonen dagegen die Kritik an der Weimarer Klassik: Martini, der den „Titan“ als Jean Pauls Hauptwerk bezeichnet, sieht im Roman eine „Desillusionierung der ästhetischen Bücherwelt“ und der „ästhetischen Existenz“, die der Dichter glaubte, „in der Begegnung mit Goethe und Schiller in Weimar, an ihrer ihm verkümmert erscheinenden Menschlichkeit entlarven zu können.“ Denn er habe den Künstler „in der Pflicht vor dem lebendigen, gegenwärtigen Leben“ gesehen: „War der Aristokratismus der deutsch-griechischen Klassik in Weimar eine Bildung des Menschen zur reinen Aufnahme der Natur des Seins, zur formenden und geformten Wirklichkeit der Ideen, ein Aufstieg zum Göttlichen des naturhaften Weltganzen und zum Erhabenen der Idee“ so setze Jean Pauls Ethos der Bildung „beim Einfachsten, beim Kind an“ und steige „von ihm zur Ethik des hohen Menschentums auf“. So sei der „Weltkreis, den dieser Roman umfasst“, um „vieles weiter als Goethes Bildungsroman, wie sich sein Idealismus von dessen Gegenständlichkeit entfernte“. Der „Titan“ sei eine „Absage gegen den Titanismus als Hybris eines sich selbst setzenden Menschentums“.
Übereinstimmung herrscht in der Rezeption, dass im Gesellschaftsbild des „Titan“ der kritisierten Welt der Höfe die Idylle des bildungsbeflissenen Bürgertums gegenübersteht und dass der Roman, im Unterschied zum „Hesperus“, nicht in der Spaltung (Rückzug Viktors in die Idylle und Staatsamt durch den privat unglücklichen Flamin) endet, sondern in einer Art Utopie mit der Verbindung von privatem Glück und Staatsamt, das der gebildete, mit Gedanken der Französischen Revolution sympathisierende, aufgeklärte Fürst zu einer Reform im Rahmen der Ständegesellschaft nutzen möchte.
Nach Markschies ist die allgemeine Lehre des Romans, dass „der Versuch, das Leben als Mechanismus zu begreifen und demgemäß zu lenken, an der Gegenmacht des Herzens zerbricht“. Zwar werde Albano von Graf Cesara und seinen Lehrern geleitet, aber er durchschaue die Fassadenwelt und emanzipiere sich von intriganten Zusammenhängen und von seiner Passivität zu einer kontrollierten Innerlichkeit, während andere Figuren (Roquairol, Liane, Linda, Schoppe) an ihrer extremen Persönlichkeit (tote Innerlichkeit, selbstzerstörerische Empfindsamkeit, hohes Emanzipationsstreben, blinder philosophischer Egoismus) scheiterten.

## Künstlerische Rezeption
Gustav Mahler wurde vom Titan bei der Komposition seiner ersten Sinfonie inspiriert und gab dieser deshalb zu Beginn den Untertitel Titan, der später aufgrund diverser Neukonzeptionen der Sinfonie entfiel.
Außerdem ließ sich Erich Heckel, Mitglied der expressionistischen Künstlergruppe Die Brücke, von der Figur des Roquairol zu einem Bildnis seines früheren Freundes und Kollegen Ernst Ludwig Kirchner inspirieren.